# Grande Prêmio Brasil de Atletismo 2007
Il Grande Prêmio Brasil de Atletismo 2007 (per ragioni di sponsorizzazione Grande Prêmio Brasil Caixa de Atletismo 2007) è un meeting di atletica leggera svoltosi il 20 maggio 2007 facente parte del circuito IAAF World Tour, di cui rappresenta il quinto appuntamento stagionale e l'unico appuntamento sudamericano della stagione.

## Risultati

### Uomini
| Evento: | Vincitore:                       | Vincitore: | 2° piazzato:                 | 2° piazzato: | 3° piazzato:                         | 3° piazzato: |
| --- | -------------------------------- | ---------- | ---------------------------- | ------------ | ------------------------------------ | ------------ |
| 100 m | Nesta Carter Giamaica            | 10.20      | Ainsley Waugh Giamaica       | 10.28        | Anson Henry Canada                   | 10.30        |
| 200 m | Ricardo Williams Giamaica        | 20.35      | Vicente de Lima Brasile      | 20.56        | Basilio de Moraes Brasile            | 20.67        |
| 800 m | Sherridan Kirk Trinidad e Tobago | 1:46.90    | Kleberson Davide Brasile     | 1:47.12      | Fabiano Peçanha Brasile              | 1:47.44      |
| 110hs | Yoel Hernàndez Cuba              | 13.48      | Anselmo da Silva Brasile     | 13.56        | Maurice Wignall Giamaica             | 13.65        |
| 400hs | Dean Griffiths Giamaica          | 49.49      | LaBronze Garrett Stati Uniti | 49.67        | Raphael Fernandes Brasile            | 50.36        |
| Salto in alto | Jesse Williams Stati Uniti       | 2.30 m     | Germaine Mason Regno Unito   | 2.28 m       | Víctor Moya Cuba                     | 2.28 m       |
| Salto triplo | Jadel Gregório Brasile           | 17.90 m    | Osniel Tosca Cuba            | 17.35 m      | Leonardo Elisàrio dos Santos Brasile | 16.75 m      |
| Lancio del giavellotto | Guillermo Martínez Cuba          | 83.94 m    | Igor Janik Polonia           | 80.02 m      | Peter Esenwein Germania              | 78.05 m      |
| AR record continentale \| NR record nazionale \| PB record personale \| SB record personale stagionale \| WL miglior prestazione dell'anno \| WR record mondiale |                                  |            |                              |              |                                      |              |

### Donne
| Evento: | Vincitore:                 | Vincitore: | 2° piazzato:                          | 2° piazzato: | 3° piazzato:                       | 3° piazzato: |
| --- | -------------------------- | ---------- | ------------------------------------- | ------------ | ---------------------------------- | ------------ |
| 100 m | Sheri-Ann Brooks Giamaica  | 11.21      | LaVerne Jones Isole Vergini Americane | 11.43        | Lucimar Aparecida de Moura Brasile | 11.49        |
| 200 m | Sheri-Ann Brooks Giamaica  | 22.87      | LaVerne Jones Isole Vergini Americane | 22.95        | Geraldine Pillay Sudafrica         | 23.27        |
| 3.000 siepi | Lisa Galaviz Stati Uniti   | 9:47.57    | Roisin McGettigan Irlanda             | 9:48.53      | Zenaide Vieira Brasile             | 9:52.09      |
| 100hs | Priscilla Lopes Canada     | 12.64      | Dawn Harper Stati Uniti               | 12.83        | Andrea Bliss Giamaica              | 13.23        |
| 400hs | Sheena Johnson Stati Uniti | 54.60      | Tiffany Ross-Williams Stati Uniti     | 54.81        | Sandra Glover Stati Uniti          | 55.01        |
| Salto con l'asta | Joana da Costa Brasile     | 4.30 m     | Martina Strutz Germania               | 4.30 m       | Karla Rosa da Silva Brasile        | 4.10 m       |
| Salto in lungo | Keila Costa Brasile        | 6.88 m     | Yargelis Savigne Cuba                 | 6.59 m       | Yudelkis Fernàndez Cuba            | 6.41 m       |
| Getto del peso | Nadine Kleinert Germania   | 18.66 m    | Yumileidi Cumbá Cuba                  | 18.45 m      | Jillian Camarena Stati Uniti       | 18.37 m      |
| Lancio del giavellotto | Kim Kreiner Stati Uniti    | 60.56 m    | Alessandra Resende Brasile            | 58.43 m      | Sonia Bisset Cuba                  | 57.46 m      |
| AR record continentale \| NR record nazionale \| PB record personale \| SB record personale stagionale \| WL miglior prestazione dell'anno \| WR record mondiale |                            |            |                                       |              |                                    |              |